# Mocksville
La ville de Mocksville est le siège du comté de Davie, dans l’État de la Caroline du Nord, aux États-Unis. Sa population, qui s’élevait à 5 051 habitants lors du recensement de 2010, est estimée à 5 291 habitants en 2018.

## Démographie
| 1860 | 1870 | 1880 | 1900 | 1910  | 1920  |
| ---- | ---- | ---- | ---- | ----- | ----- |
| 710  | 300  | 562  | 745  | 1 063 | 1 146 |

| 1930  | 1940  | 1950  | 1960  | 1970  | 1980  |
| ----- | ----- | ----- | ----- | ----- | ----- |
| 1 503 | 1 607 | 1 909 | 2 379 | 2 529 | 2 637 |

| 1990  | 2000  | 2010  | - | - | - |
| ----- | ----- | ----- | - | - | - |
| 3 399 | 4 178 | 5 051 | - | - | - |

## Personnalité liée à la ville
Thomas Ferebee, aviateur, bombardier de l'appareil ayant largué la bombe atomique sur Hiroshima, est né à Mocksville.

## Source
- (en) Cet article est partiellement ou en totalité issu de l’article de Wikipédia en anglais intitulé « Mocksville, North Carolina » (voir la liste des auteurs).